# Orquestra Filharmònica de Londres
L'Orquestra Filharmònica de Londres (sovint abreujada com LPO), amb seu a Londres, és una de les orquestres més importants del Regne Unit. Té la seu al Royal Festival Hall. També fa concerts al Congress Theatre, d'Eastbourne i al Brighton Dome.
Va ser creada l'any 1932 per Thomas Beecham i va fer el seu primer concert el 7 d'octubre d'aquell mateix any. El 1939 esdevingué autònoma, és a dir, les decisions sobre els aspectes de la gestió les prenen els mateixos membres de l'orquestra. Durant la Segona Guerra Mundial va mantenir una destacable activitat, tot fent gires pel país i oferint música orquestral en llocs on habitualment no hi havia oportunitat d'assistir a concerts simfònics. La LPO és la principal orquestra resident del Festival d'Òpera de Glyndebourne.
Entre els seus directors principals cal destacar Adrian Boult (1950-1957), Bernard Haitink (1967-1979) i Georg Solti (1979-1983). El 2000, Kurt Masur va ser nomenat per al càrrec. El 2007 hi va accedir Vladimir Jurowski.

## Enregistraments de bandes sonores i música popular
A més de fer diversos concerts de música clàssica, la LPO ha enregistrat diverses bandes sonores de pel·lícules, entre les que cal esmentar Lawrence d'Aràbia, Philadelphia, La missió i El senyor dels anells: La germandat de l'anell, El senyor dels anells: Les dues torres, i El senyor dels anells: El retorn del rei així com alguns àlbums de CD de la sèrie de videojocs Dragon Quest, i la banda sonora de Xenosaga Episodi I. També ha participat, ocasionalment, en enregistraments de música popular, com ara l'àlbum Corea Concerto de Chick Corea o Once de Nightwish. A mitjan dècada del 1990 la LPO va llançar uns àlbums d'homenatge a bandes de rock com Led Zeppelin, Mike Oldfield i Pink Floyd amb versions de llurs cançons.

## Directors principals
- Vladimir Jurowski (2007 -)
- Kurt Masur (2000 - 2007)
- Franz Welser-Möst (1990-1996)
- Klaus Tennstedt (1983-1990)
- Sir Georg Solti (1979-1983)
- Bernard Haitink (1967-1979)
- John Pritchard (1962-1966)
- William Steinberg (1958-1960)
- Sir Adrian Boult (1950-1957)
- Eduard van Beinum (1947-1950)
- Thomas Beecham (1932-1939)